# 野口ちひろ
野口 ちひろ（のぐち ちひろ、1992年12月3日 - ）は、東日本放送（khb）のアナウンサー。

## 経歴
- 茨城県水戸市生まれ。
- 茨城大学教育学部附属中学校、茨城県立水戸第一高等学校、東京外国語大学国際社会学部・国際社会学科卒業。
- 2017年4月 - 東日本放送入社。

## 出演番組
- 熱闘速報！めざせ甲子園
- ミテケロ5ch
- khbニュース
- 突撃!ナマイキTV（メインMC、月曜 - 木曜担当）